# Europa (Schiff, 1976)
Die Europa ist ein Passagier-Motorschiff auf dem Vierwaldstättersee in der Schweiz. Sie wird von der Schifffahrtsgesellschaft des Vierwaldstättersees (SGV) betrieben. Zwischen 1976 und 1985 verkehrte das Schiff unter dem Namen Unterwalden.

## Geschichte
Das Zweideck-Salon-Motorschiff wurde als Schwesterschiff der Gotthard in der eigenen Werft der SGV in Luzern erbaut, am 1. Mai 1976 in Betrieb genommen und erhielt den Namen Unterwalden, da es den gleichnamigen Raddampfer von 1902 ersetzen sollte. Da der Raddampfer Unterwalden erst am 22. September seine vorerst letzte Fahrt zurücklegte, verkehrten 1976 zwei Schiffe mit gleichem Namen auf dem See. Bald zeichnete sich jedoch ein Wandel in der Flottenpolitik der SGV ab. Nachdem 1977 nach einer Aktienkapitalerhöhung auch Vertreter der Dampferfreunde in den Verwaltungsrat der SGV gewählt worden waren, beschloss die Gesellschaft 1978 die Erhaltung des Dampfers Unterwalden. Mit der Wiederinbetriebnahme des Raddampfers erhielt das Motorschiff am 5. Mai 1985 seinen neuen Namen Europa. Mit dieser Namensgebung wurde an die Tradition der Vierwaldstättersee-Dampfschiffe mit Ländernamen angeknüpft, darunter Helvetia von 1870, Italia und Germania von 1872 sowie die Gallia von 1913. Die Schiffstaufe erfolgte in Hertenstein in Anwesenheit von Marcelino Oreja, des Generalsekretärs des Europarates. Hertenstein wurde als für den Schiffsnamen symbolträchtiger Ort gewählt, da dort 1946 das Hertensteiner Programm verabschiedet wurde.
Durch einen Grossbrand am 20. Februar 1993 wurde die Europa bis auf den Rumpf zerstört. Das Schiff wurde neu aufgebaut und konnte am 24. Oktober 1995 wieder eingeweiht werden. Äusserlich sichtbare Unterschiede zur Europa vor dem Brand sind vor allem ein etwas anders gestaltetes Steuerhaus, zwei Schornsteine und ein neuer Hauptmast. Die Innenräume wurden neu aufgeteilt und gestaltet. Die Kapazität reduzierte sich von 1200 auf 1100 Personen.

## Einsatz
Die Europa wird für Kursfahrten im Liniendienst und für Sonderfahrten eingesetzt.